# Бряндино
Бряндино — село в Чердаклинском районе Ульяновской области России. Административный центр Бряндинского сельского поселения.

## География
Село находится в западной части Левобережья, в лесостепной зоне, в пределах Низкого Заволжья, на расстоянии 34 км (по прямой) к востоку-северо-востоку (ENE) от посёлка городского типа Чердаклы, административного центра района и 64 км до областного центра Ульяновск.
Абсолютная высота — 137 метров над уровнем моря.
Климат
Климат характеризуется как умеренно континентальный, с тёплым летом и умеренно холодной зимой. Средняя температура воздуха самого тёплого месяца (июля) — 20 °C (абсолютный максимум — 39 °C); самого холодного (января) — −13,8 °C (абсолютный минимум — −47 °C). Продолжительность безморозного периода составляет в среднем 131 день. Среднегодовое количество атмосферных осадков составляет 406 мм. Снежный покров образуется в конце ноября и держится в течение 145 дней.
Часовой пояс
Село Бряндино, как и вся Ульяновская область, находится в часовой зоне МСК+1. Смещение применяемого времени относительно UTC составляет +4:00.

## История
Село Бряндино основано в конце XVII века, когда была построена Закамская засечная черта и находилось в составе Казанского уезда Ногайской дороги Спасского (Болгарского) заказа.
По ландратской переписи 1716 года в селе Бряндино по реке Красной числится 26 ясашных и 14 удельных дворов, с населением 294 чел., все русские. В реестре 1720 года переписаны церковнослужители села Бряндино.  Метрические книги Пятницкой церкви частично сохранились начиная с 1724 года.
В 1757 году, на средства прихожан, была построена однопрестольная, деревянная, на каменном фундаменте, Пятницкая церковь. Престол — во имя великомученицы Параскевы, сгорела в 1848 году, вновь была построена каменная церковь в 1903 году — Церковь Параскевы Пятницы , снесена в 1936 году, архитектор Хилинский Тадеуш Северинович.
С 1780 года село Пятницкое Бряндино тож, дворцовых крестьян, приписных к Вознесенскому казенному заводу крестьян, при речке Красной, из Казанского уезда вошло в состав Ставропольского уезда Симбирского наместничества. С 1796 года — в Симбирской губернии.
В 1859 году село Бряндино, входило в состав 2-го стана Ставропольского уезда Самарской губернии, имелось: церковь, училище, почтовая станция.
В 1900 году на линии — станция «Часовня-Пристань» (слобода Канава) — станция «Мелекес» Волго-Бугульминской железной дороги, в 1902 году была открыта станция «Бряндино», а около станции поселились семьи обслуживающий персонал, ныне — с. Станция Бряндино.
В 1918 году в районе села проходили боевые действия Гражданской войны.
В июле 1925 года епископом Виссарион (Зорин) настоятелем храма в селе был назначен Гневушев Александр Фёдорович. В январе 1930 году местные члены «Союза воинствующих безбожников» пришли к отцу Александру, чтобы снять с церкви колокола и «раскулачить» священника Гневушева. 
В 1936 году церковь была снесена.
В октябре 2014 года в Бряндинской средней школе отметили 125 лет со дня рождения священномученника Александра Гневушева: состоялись крестный ход, торжественное открытие мемориальной доски на фасаде дома, где с 1925 по 1930 год проживал Александр Гневушев. Ребята, учителя, жителя села заложили Аллею памяти Александа Гневушева — посадили 23 ели возле Креста в сельском парке.
В 2015 году прошёл первый межрегиональный фестиваль «Духовные источники моей малой родины». В нём приняли участие более 150 человек — гости специально приехали в Бряндино из Димитровграда, Ульяновска, Саратова и Москвы.
В 2016 году Владыка Диодор благословил бряндинский приход на восстановление храма в бывшем доме священослужителя. 23 сентября 2020 года епископ Мелекесский и Чердаклинский Диодор посетил село Бряндино Ульяновской области, где совершил чин Великого освящения храма во имя священномученика Александра Гневушева — небесного покровителя села и храма.

## Население
| 1859 | 1889  | 1897  | 1910  | 2010 |
| ---- | ----- | ----- | ----- | ---- |
| 1461 | ↗1997 | ↗2210 | ↗2371 | ↘365 |

В 1780 году в селе жили: дворцовых крестьян 74 чел., крестьян приписных к Вознесенскому казенному заводу 140 чел.
Национальный состав
Согласно результатам переписи 2002 года, в национальной структуре населения русские составляли 70 % из 448 чел.

## Инфраструктура
Средняя школа им. Е. А. Сапоговой . До 1963 года здесь располагалась мужская исправительная трудовая колония ИТК-4 общего режима, затем была переведена на Верхнюю Террасу г. Ульяновск. Молитвенная комната в честь сщмч. Александра Гневушева с. Бряндино (открыта в 2015 г.). 

## Достопримечательности
Археологические памятники:  
- Амбар кон. XIX в.
- Дом крестьянина (районное отделение связи) кон. XIX в.
- Дом крестьянина кон. XIX в.

## Известные уроженцы, жители
- Сапогова Елена Андреевна (р. 3.10.1942) — русская певица, Народная артистка России. Родилась в с. Бряндино[30][31][32].
- Гневушев Александр Фёдорович — священномученик, служил в церкви с 1925 по 1930 год.